# Львов, Александр Владимирович
Александр Владимирович Львов (1871—1941) — российский и советский геолог-мерзлотовед.

## Биография
Александр Владимирович Львов родился 1 (по новому стилю — 12) мая 1871 года в селе Сергиевск Бугурусланского уезда Самарской губернии (ныне — районный центр Сергиевского района Самарской области). В 1893 году окончил гимназию в Екатеринбурге, после чего учился в Санкт-Петербургском университете.
В 1897 году Львов был арестован за участие в революционной деятельности и исключён из университета. В 1899 году он был выслан из столицы в Иркутскую губернию. С 1900 года работал геологом в горной партии, активно участвовал в геологических экспедициях при строительстве Кругобайкальской железной дороги. В 1905 году Львов вернулся в Екатеринбург, а с 1907 года постоянно проживал в Иркутске. Работал консультантом Забайкальской железной дороги по вопросам геологии, инженерной геологии и гидрогеологии, впоследствии также был консультантом западной части Амурской железной дороги. С 1914 года занимался преподавательской работой.
В 1917 году Львов стал преподавать в Иркутском учительском институте. В 1918 году он был избран гласным Иркутской городской Думы от партии социалистов-революционеров. С 1919 года заведовал кафедрой минералогии и геологии Иркутского государственного университета. В 1924 году был утверждён в звании профессора Иркутского государственного университета. Впоследствии Львов работал геологом-консультантом в различных геологических учреждениях Сибири, входил в Правительственную комиссию по вопросам водоснабжения железных дорог Сибири. С 1936 года руководил кафедрой минералогии Иркутского горного института. Принимал участие в Международном геологическом конгрессе, проходившем в Москве в 1939 году. Являлся автором большого количества научных работ.
Умер 29 августа 1941 года в Иркутске.

## Сочинения
- Львов А. В. Поиски и испытания водоисточников водоснабжения на западной части Амурской железной дороги в условиях вечной мерзлоты. Иркутск, 1916.
- Львов А. В. Геологические исследования в долине р. Иркута // Жизнь Бурятии. 1924. № 6.
- Львов А. В. Геологическое описание тоннелей и галерей на Кругобайкальской железной дороге // Сооружение Кругобайкальской железной дороги: Сб. пояснит. зап., техн. условий и расчетов сооружений. МПС, 1907.
- Львов А. В. Из геологического прошлого средней части долины реки Иркута // Изв. ВСОРГО. Иркутск, 1924. Т. 46. Вып. 3.